# Van Motor Car Company
Van Motor Car Company war ein US-amerikanischer Hersteller von Automobilen.

## Unternehmensgeschichte

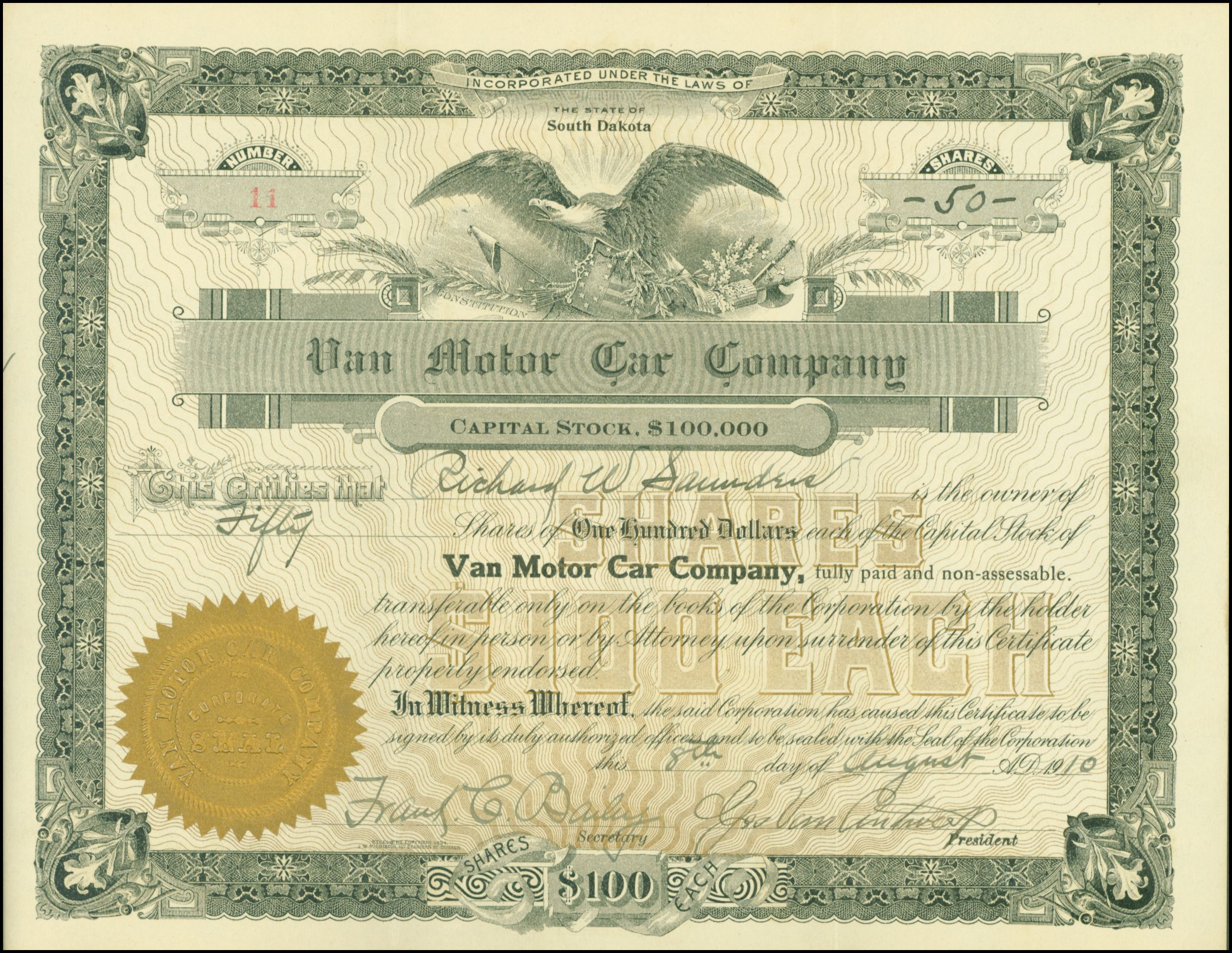
Aktie der Van Motor Car Company vom 8. August 1910

Das Unternehmen wurde 1910 in Grand Haven in Michigan gegründet. 1911 begann die Produktion von Automobilen. Der Markenname lautete Van. Im April 1912 endete die Produktion. Bis dahin entstanden nur wenige Fahrzeuge.
In dem Monat übernahmen J. A. Owen, H. M. Pierce und Frau L. M. Strong das Unternehmen. Die Frau wurde Präsidentin. Nach Unternehmensangaben war sie die erste Frau in so einer leitenden Position in der Automobilbranche. Der Plan war, die Produktion fortzusetzen und die Fahrzeuge als Pioneer anzubieten. Dazu kam es allerdings nicht mehr.

## Fahrzeuge
Im Angebot stand nur das Model 22. Es hatte einen Vierzylindermotor mit OHV-Ventilsteuerung. Er leistete 22 PS. Er trieb über ein Dreiganggetriebe und eine Kardanwelle die Hinterachse an. Das Fahrgestell hatte 244 cm Radstand. Der einzige angebotene Aufbau war ein Roadster mit zwei Sitzen. Der Neupreis betrug 850 US-Dollar.